# Referéndum de Guayana Francesa de 2010
El referéndum para fusionar los gobiernos regionales y departamentales tuvo lugar en la Guayana Francesa el 24 de enero de 2010. La propuesta fue aprobada por el 57% de los electores.

## Resultados
| Opción                                | Votos  | %      |
| ------------------------------------- | ------ | ------ |
| A favor                               | 9,914  | 57.49  |
| En contra                             | 7,330  | 42.51  |
| Votos válidos                         | 17,244 | 93.12  |
| Votos en blanco o nulos               | 1,275  | 6.88   |
| Votos totales                         | 18,519 | 100.00 |
| Electores registrados y participación | 67,528 | 27.42  |
| Fuente: Direct Democracy              |        |        |